# Милтон (Флорида)
Милтон (енгл. Milton) град је у америчкој савезној држави Флорида. По попису становништва из 2010. у њему је живело 8.826 становника.

## Демографија
Према попису становништва из 2010. у граду је живело 8.826 становника, што је 1.781 (25,3%) становника више него 2000. године.
| Група             | 2000.         | 2010.         |
| Белци             | 5.362 (76,1%) | 6.594 (74,7%) |
| Афроамериканци    | 1.124 (16,0%) | 1.227 (13,9%) |
| Азијати           | 122 (1,7%)    | 197 (2,2%)    |
| Хиспаноамериканци | 243 (3,4%)    | 426 (4,8%)    |
| Укупно            | 7.045         | 8.826         |